# Liard Plain
Liard Plain är en slätt i Kanada.   Den ligger i provinsen British Columbia, i den centrala delen av landet, 3 700 km väster om huvudstaden Ottawa.
I omgivningarna runt Liard Plain växer i huvudsak barrskog. Trakten runt Liard Plain är nära nog obefolkad, med mindre än två invånare per kvadratkilometer.